# Beatrice Rangoni Machiavelli
Beatrice Rangoni Machiavelli  (* 1936 in Rom) ist eine italienische Politikerin und Autorin.
Sie wurde in einer bekannten Familie in Rom geboren und studierte Physik und Politikwissenschaften. Danach arbeitete sie als Journalistin. Von 1985 bis 1994 gab sie mit gemeinsam mit Giovanni Malagodi das Magazin Libro Aperto heraus. Zehn Jahre lang leitete sie La Tribuna, das Presseorgan der Partito Liberale Italiano (PLI). 1982 wurde sie Mitglied des Europäischen Wirtschafts- und Sozialausschusses und von 1998 bis 2000 war sie dessen Präsidentin.
Sie arbeitet im International Network of Liberal Women (INLW) und ist Vorstandsmitglied der National Association of Public Service Users, der Italian Society for International Organization (SIOI), des Atlantic Committee (ATA) und der Italian Association of Women for Development (AIDOS). 
Sie hat Beiträge über wirtschaftliche und soziale Fragen sowie zur europäischen Integration veröffentlicht. 2016 legte sie ihre Memoiren unter dem Titel Viaggio Nella Memoria vor.
Sie erhielt das Große Verdienstkreuz des Verdienstordens der Bundesrepublik Deutschland. 2001 wurde sie zum Mitglied der französischen Ehrenlegion ernannt. Von 1993 bis 1999 war sie Mitglied im Kuratorium der Friedrich-Naumann-Stiftung für die Freiheit.

## Schriften
- Viaggio nella memoria. Critica liberale libri, Charleston 2016.